# Bardóczi Gyula

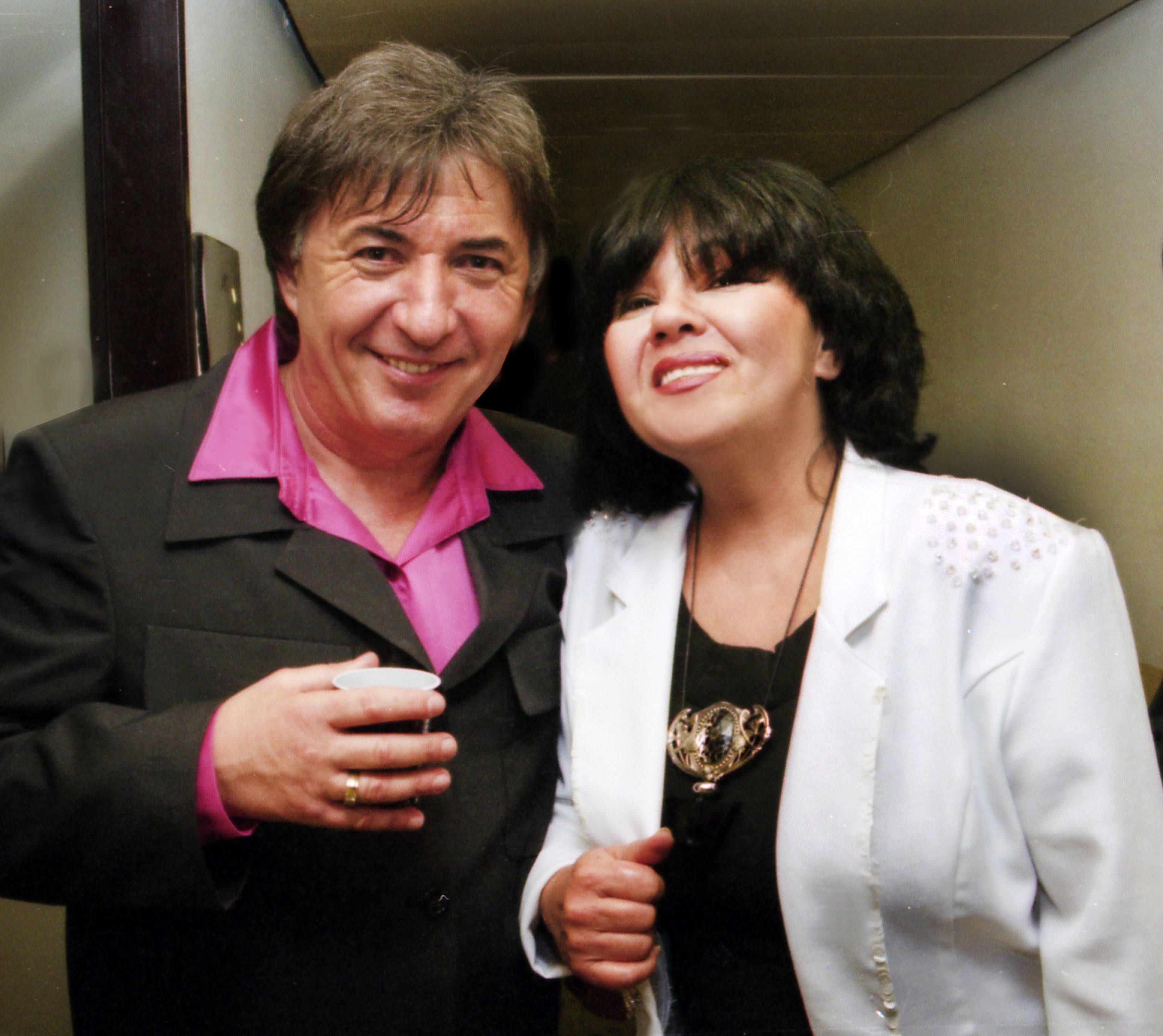
Bardóczi Gyula és Dolly

Bardóczi Gyula (Budapest, 1947. január 27. –) magyar zenész, a The Boys, a Gemini, a Kati és a Kerek Perec, a Neoton Família dobosa volt. Jelenleg az Old Boysban játszik.

## Élete
Bardóczi Gyula a „Kis kukac” nevet kapta a bátyja után, aki a „Nagy kukac” volt. Később „Iszika” néven hívták. Ennek az a rövid története, hogy nővérének kislánya a Gyuszikát „Uszikának” ejtette és ezt módosította a banda Iszikára.
Általános iskolában kezdett érdeklődni a  Dob iránt. Később beiratták egy zenei középiskolába, de ezzel együtt szinte mindenkitől tanult. Kovács Gyula mestertől is. Mindenki a Bányai-féle kottából tanult, ő viszont ezzel szemben mások stílusát figyelte.
A beat doboktatásnak nem létezett külön iskolája. Magukak kellett tanulniuk a belopott nótákból, vagy a  Luxembourg rádióból, ahol a friss zenéket adták le. Hivatalos anyag nem volt, igy minden dobos másként értelmezte, illetve alkalmazta a külföldi nótákban hallható technikákat, majd abból kialakította a sajátját. Egy idő után a tanárok hozzá küldték a dobos tanítványokat.
Első zenekara a The Boys együttes volt, ahol Németh Dezső gitárossal játszott. 1964 végén történt, hogy Várszegi Gábor hívta az addigi dobosuk helyére, a Geminibe, ahová Németh Dezsővel együtt átmentek.
Ez a lépés később egész életét meghatározta. A Geminiben találkozott Szidor Lászlóval és Szabó György Balázzsal, akikkel egy ideig együtt muzsikáltak. Pályafutása ezután is népszerű együttesekben folytatódott, mint pl. a Kati és a Kerek Perec, ahol emlegetni hallotta egy dobos kolléga – elődje - nevét, akivel később a sors 18 évi együttlétre ítélte őket.
Utána jött a Neoton Família, ez 10 évig tartott, és hozott neki erkölcsi, szakmai, és nem utolsósorban anyagi elismerést is, majd elkezdett játszani az Old Boys együttesben.

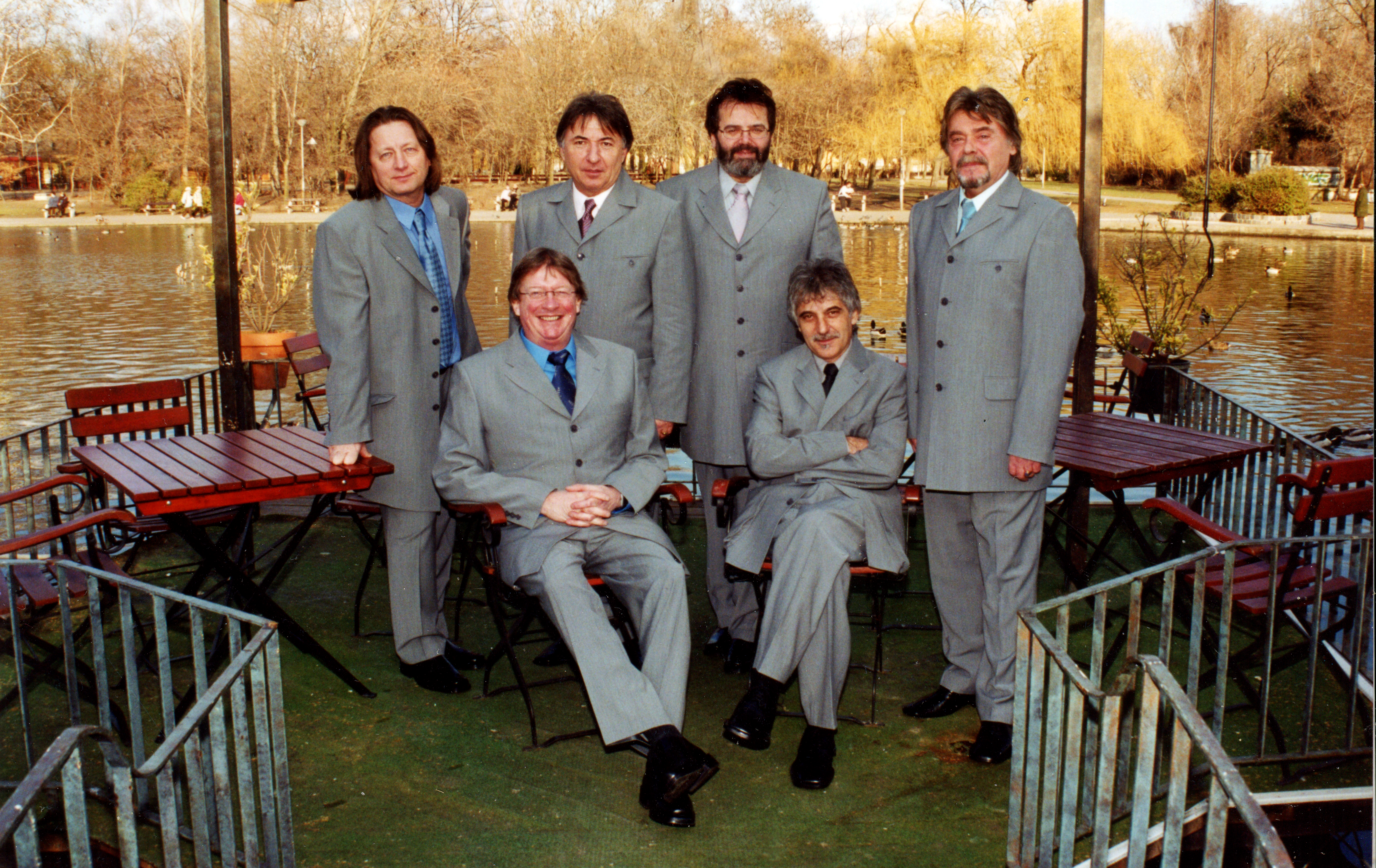
A Gemini együttes tagjaként

A magyar Gemini rockegyüttest 1964-ben Várszegi Gábor alapította.Az Ikrek (Gemini) nevet még 1964-ben választották,. Az együttes első felállása ez volt: Várszegi (basszusgitár), Bardóczi Gyula (dob), Németh Dezső (szólógitár), Petneházy Gábor (szaxofon), Pusztai István (ritmusgitár), Szabó György (ének).
A kispesti Ifjú Gárda, a rákoskeresztúri Dózsa, a zuglói Danuvia, a gumigyári és a kőbányai gyógyszerárugyári otthonban léptek fel rendszeresen, de külföldön is, például az NDK-ban szerepeltek sikeresen, Lengyelországban, Romániaban, és Jugoszláviaban.
1979-ben a Neoton Famíliával a cannes-i MIDEM fesztiválon kísérte a magyar popzenét képviselő szólistákat, és ezáltal ők is eljátszhattak pár saját dalt. Megjelent a „Napraforgó” című lemezük, ami a slágerlisták élére juttatta a Famíliát. Ambrus Zoltán és Fábián Éva kiválása után 1980 elején két új tag, Végvári Ádám (gitár) és Bardóczi Gyula (dob) kiegészülésével folytatták a zenélést.
Neoton Família Sztárjai néven 2005-ben alakult meg, amikor is az egykori Neoton Família nagysikerű koncertet adott a Puskás Ferenc Stadionban.
Csepregi Éva, Végvári Ádám, Baracs János és Bardóczi Gyula elhatározták, hogy újrajátsszák ez egykori nagy slágereket, hogy a közönség továbbra is együtt énekelhesse velük és újraéljék a nagyszerű pillanatokat.
2007-ben Bardóczi Gyula kivált a zenekarból, és az Old Boys nevű együtteshez került. Szidor László 1979-ben alapította az Old Boys együttest. Az öreg fiúk kifejezést azért választották, mert mindannyian elmúltak 30 évesek.
Tizenketten állnak a színpadon: a két gitáros Vadász Ferenc, illetve Sztankai László, a basszust Szabó András kezeli, a billentyűsük Sebesi József. A fúvósszekció tagjai: Friedrich Károly pozan, Nyögéri Tamás és Szalai Szabolcs szaxofon, Szénási László pedig trombitál. Két dobossal is büszkélkedhetnek: az egyik Bardóczi Gyula, a másik Jobbágy Dezső, Nádai Bea pedig a női énekesünk. Szidor László gitár, billentyű és ha kell, ének. Szabó György Balázs korábbi énekesük elhunyt, őt a gitárosok, a basszusgitáros, a billentyűs, valamint Daddy, a dobosuk pótolja.
Old Boys 30 címmel magyar koncertfilm készült 2009-ben, Szidor László rendezésében.
Bardóczi Gyula Szilas Imrevel többször is fellép Magyarországon beatmisén, - mindketten volt Gemini-tagok. 2019-ben például Szilas Imre mintegy 50 évvel ezelőtt írt Beatmiséjét mutatták be Balatonszabadi-Sóstón, a kápolna megújulásának ünnepe alkalmából, Örvendjetek, vigadjatok címmel. (Szilas Imrét 2021-ben a Szikra-díj életműdíjával tüntették ki.)
2023. november 12-én emlékestet tartott a Gemini együttes. Műsorvezető: B. Tóth László, Baranski László - gitár, Bardóczi Gyula - dob, Heilig Gábor - basszusgitár, ének, Markó András - orgona, ének, Victor Máté - ének, Kovács Péter (Kovax)  - zongora, ének, és Porvay György László - basszusgitár.

## Családja
Fia, Bardóczi Gábor is dobos: játszott a Warpigsben, jelenleg a Neoton Família tagjainak gyermekeiből szerveződött NeoTones tagja. Felesége bűvész: Pfeiffer Mária

## Szerzeményeiből
Zeneszerzőként, társszerzőként írt dalokat, amelyek például a Neoton Família lemezein és Végvári Ádám szólóalbumán jelentek meg. 
- Bardóczi Gyula – Csepregi Éva: Hello, Mr. Yutani (Neoton Família)
- Bardóczi Gyula – Baracs János – Csepregi Éva: Égi vándor (Neoton Família)
- Bardóczi Gyula – Baracs János – Maródi Anna: A mozinak vége (Végvári Ádám)
- Bardóczi Gyula – Baracs János – Jávor Andrea: Minek ez a cirkusz? (Neoton Família)

## Díjai, elismerései
- 1985 – ORI Nívódíj (megosztva a Neoton Família tagjaival)[6]